# Metyeor–1 1
A Metyeor–1 1 szovjet Metyeor–1 típusú meteorológiai műhold. Ez volt a Szovjetunió első rendszeresített meteorológiai műholdja.

## Küldetés
A tesztsorozat befejezésével indult a meteorológiai (katonai/polgári) adatszolgáltatás. A műholdakat úgy állították rendszerbe, hogy 6 óránként ugyanarról a helyről ismétlődő képeket készíthessenek.

## Jellemzői
Gyártotta az Elektromechanikai Tudományos Kutató Intézet (Всесоюзный научно – исследовательский институт электромеханики [ВНИИ ЭМ] филиал). Üzemeltette a Szovjetunió Hidrometeorológiai Állami Bizottsága (Госкомитет СССР по гидрометеорологии). Mérési eredményeket értékelte az Állami Tudományos – Kutató és Előállító Központ (Государственный научно-исследовательский и производственный центр [ГНИПЦ]).
Megnevezései: Metyeor–1 1; Метеор-1-1; COSPAR: 1969-029A. Kódszáma: 3835.
1969. március 26-án a Pleszeck űrrepülőtérről egy Vosztok–2M (8A92M) hordozórakétával juttatták alacsony Föld körüli pályára (LEO = Low-Earth Orbit). Az orbitális egység pályája 97,9 perces, 81,2 fokos hajlásszögű, elliptikus pálya-perigeuma 644 kilométer, apogeuma 713 kilométer volt. Tömege 3800 kilogramm.
Háromtengelyesen, Föld központú mágneses orientálás lehetőségét alkalmazva, giroszkóppal ellátott forgásstabilizált műhold. Alakja hengeres, átmérője 1,4, magassága 5 méter. Technikai eszközei: televíziós kamera (nappali oldalon), infravörös radiométer (az éjszakai oldalon) a Föld felső rétegeinek vizsgálatára, valamint a Nap hatástényezőit mérő műszerek (hőmérséklet, sugárzási hatások, képalkotó és telemetria rendszer). A felhőkön és felhőrendszereken kívül megfigyelte a városok fényszennyezéseit, környezetváltozásait, tüzeket, homok- és porviharokat, hó- és jégtakarót, óceáni áramlatokat és más környezeti folyamatokat. A műhold rendelkezett hideggáz-fúvókákkal, hogy a szükséges pályakorrekciókat elvégezhesse. Az űreszközre szerelt két napelemtábla fesztávolsága 10 méter, éjszakai (földárnyék) energiaellátását kémiai akkumulátorok biztosították. A napelemek automatikusan orientáltak a Nap felé.
1977. április 5-én technikai okok miatt befejezte szolgálatát. 2012. március 26-án belépett a légkörbe és megsemmisült.